# Кладония маргариткоцветная
Кладония маргариткоцветная (лат. Cladonia bellidiflora)  — вид лишайников рода Кладония (Cladonia) семейства Кладониевые (Cladoniaceae).

## Описание
Эпигейный кустистый лишайник. Таллом горизонтальный, состоящий из чешуек 1—4 мм шириной, сверху желтоватых, снизу  — белых. Подеции высотой 2—8 см, стройные, покрыты  серовато-желтоватым коровым слоем, на котором находятся филлокладиями. Апотеции и пикнидии красного цвета, располагаются на краях сциф и апикальных веточек. Размножение спорами.
Фикобионт  — зелёная водоросль Трентеполия.

### Химический состав
Содержит усниновую и скваматовую кислоты и беллидифлорин.

## Распространение и экология
В России встречается в Прибайкалье, европейской части, на Северном и Западном Кавказе, Урале, Дальнем Востоке. За рубежом обитает на Украине, в Азии, Африке, Северной и Южной Америке.
Обитает в субальпийском и альпийском поясах. Распространена преимущественно по каменистым россыпям, на сухих кочкарных тундрах, на песчаной почве.

## Значение и применение
Северным оленем (Rangifer tarandus) поедается изредка и в смеси с другими видами или во время сильного голода.

## Охранный статус
Занесена в Красные книги Архангельской области и Краснодарского края. Вид отмечен на территории нескольких Особо охраняемых территорий России.
Ранее вид входил в Красную книгу Коми.